# Œil du prince
L'œil du prince, dans un théâtre (comme dans toute autre salle destinée à mettre en scène un spectacle), est l'angle de vue permettant de visualiser la perspective du décor sans déformation.
Le terme vient du théâtre classique. L'œil du prince permet de voir la salle de façon symétrique. Il est situé à 0,60 m au-dessus de la scène sur l'axe central.

C'est aussi, en regardant de la salle vers la scène, la place d'où l'on voit le mieux le spectacle.  En général, c'est le siège que choisit le metteur en scène lors des dernières répétitions, car c'est pour lui, l'endroit idéal.  Cette place de choix se situe aux environs du septième rang, au centre de la rangée.